# CLDN12
CLDN12‏ (Claudin 12) هوَ بروتين يُشَفر بواسطة جين CLDN12 في الإنسان.